# Мартен, Пьер-Дени Младший
Пьер-Дени Мартен Младший (фр. Pierre-Denis Martin le Jeune; 1663, Париж — 5 апреля 1742, Париж) — французский живописец, изображавший исторические сюжеты, сражения, охоту и архитектурные виды, особенно королевских резиденций, таких как Версальский дворец и замок Компьень. Он был также известен как Мартен де Гобелен (Martin des Gobelins) поскольку разрабатывал картоны для ковров Королевской Мануфактуры Гобеленов.

## Биография
Пьер-Дени Мартен родился в Париже и, по свидетельству А.-Ж. Дезалье д’Аржанвиля, был двоюродным братом живописца батального жанра Жана-Батиста Мартена, которого называют Старшим, а Пьер-Жан Мариетт утверждал, что он был племянником и учеником Ж.-Б. Мартена, который также работал для Мануфактуры Гобеленов. Возможно также, что он был учеником Адама Франса ван дер Мейлена и Жозефа Парроселя. Мартен выполнил большое количество картин для замка Шуази, которые ныне находятся в музее Версаля.

## Пьер-Дени Мартен и Россия
Во время второго заграничного путешествия царь Петр I, желая увековечить победы русской армии над шведами, искал опытных французских живописцев-баталистов с тем, чтобы поручить им изображение сражений Северной войны. В 1717 году в Париже Пьер-Дени Мартен Младший обязался выполнить четыре больших картона для шпалер, на которых должны были быть представлены «Битва при Лесной» и «Сражение при Полтаве». Эти композиции автор повторил на четырёх живописных картинах.
Художника звали в Россию, но он отказался приехать. Работая в Париже, запрашивал детали — рисунки флагов, схемы сражений, надписи на бандеролях по-русски, при этом отчаянно торговался и требовал прибавки гонорара, останавливая работу в ожидании очередной выплаты. Живописные картины были закончены уже после смерти Петра I в марте 1725 года. Кроме того, Мартен Младший написал «моделли» (эскизы в ¼ размера будущих шпалер, которые предполагали выткать на Мануфактуре Гобеленов в Париже). После утверждения «моделли» художник сделал с помощниками картоны в натуральную величину.
Царь Пётр намеревался также заказать гравюры по живописным картинам, поскольку придавал особо важное значение тиражируемым оттискам как средству распространения и утверждения достижений России в мире. Выполнить эту трудоёмкую работу по гравированию батальных сцен с множеством мелких фигур и прочих деталей вызвался французский гравёр резцом и офортист, мастер батальных, мифологических и библейских сцен, представитель парижского семейства издателей и гравёров Никола де Лармессен Четвёртый. В 1722—1724 годах он награвировал две «баталии» по рисункам Мартена Младшего: «Сражение при Лесной» и «Сражение при Переволочне», для «Полтавской баталии» был дополнительно привлечён мастер-гравёр Симоно.
В течение 1725—1726 годов в Россию были отправлены малые картины сражений Мартена Младшего, тогда же отправляли и медные гравированные доски. Царь Пётр был доволен работой французских гравёров, заплатив за сухопутные баталии по 3000 франков за каждую, а за морскую — 1800 франков. Наибольшую известность и популярность получило изображение «Полтавской баталии» 1726 года Пьера-Дени Мартена и, соответственно, оттиски с резцовой гравюры Никола де Лармессена. Вытянутый по горизонтали формат, высокий горизонт и тщательность прорисовки позволяли изобразить глубокую перспективу и множество фигур. Размещение на первом плане исторических фигур делало узнаваемыми практически всех главных участников этого сражения: прежде всего Петра I и Карла XII.
До настоящего времени сохранились две подписных картины в Музее «Царское Село». При императрице Елизавете Петровне они были помещены в Картинном зале Царскосельского дворца, где находятся и поныне. «Малые картины» — моделли для картонов — также хранятся в музее Царского Села. Картоны к шпалерам и две большие картины «Полтавских баталий» были выкуплены и экспонировались в Апполоновом зале Зимнего дворца, после 1918 года они были «перераспределены» из Эрмитажа — одна с 1931 года находится в коллекции Третьяковской галереи в Москве, вторая — в Музее Полтавской битвы в Полтаве. «Битва при Лесной» экспонируется в санкт-петербургском Эрмитаже. Судьба остальных картин Мартена Младшего неизвестна.

## Галерея

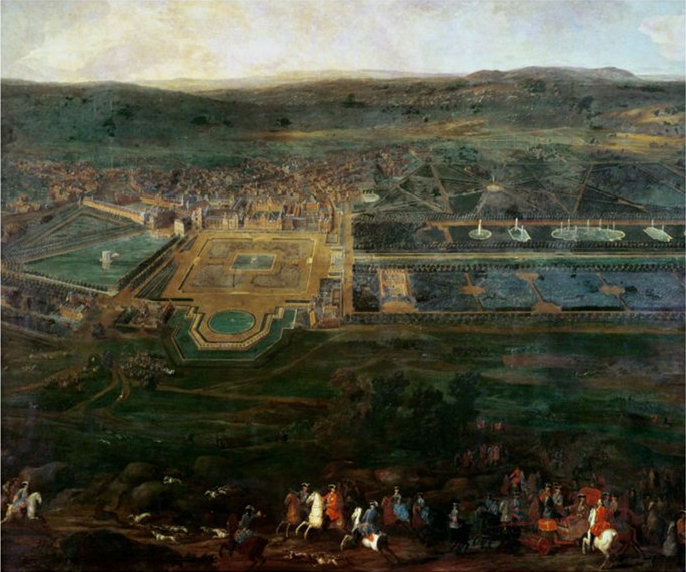
Вид замка Фонтенбло. Холст, масло. Фонтенбло
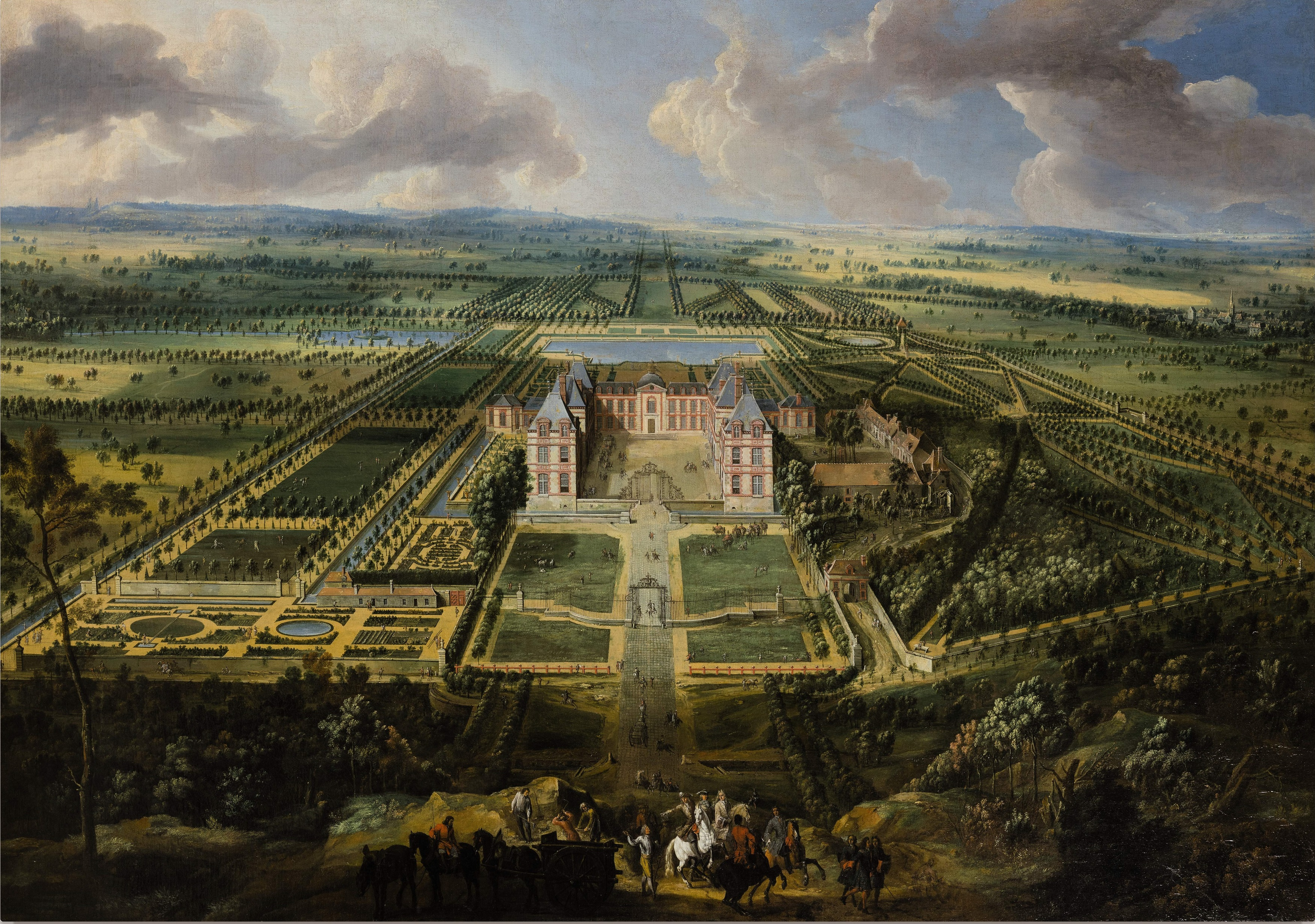
Вид на замок Поншартрен. Ок. 1700. Холст, масло. Музей Великого века, Сен-Клу
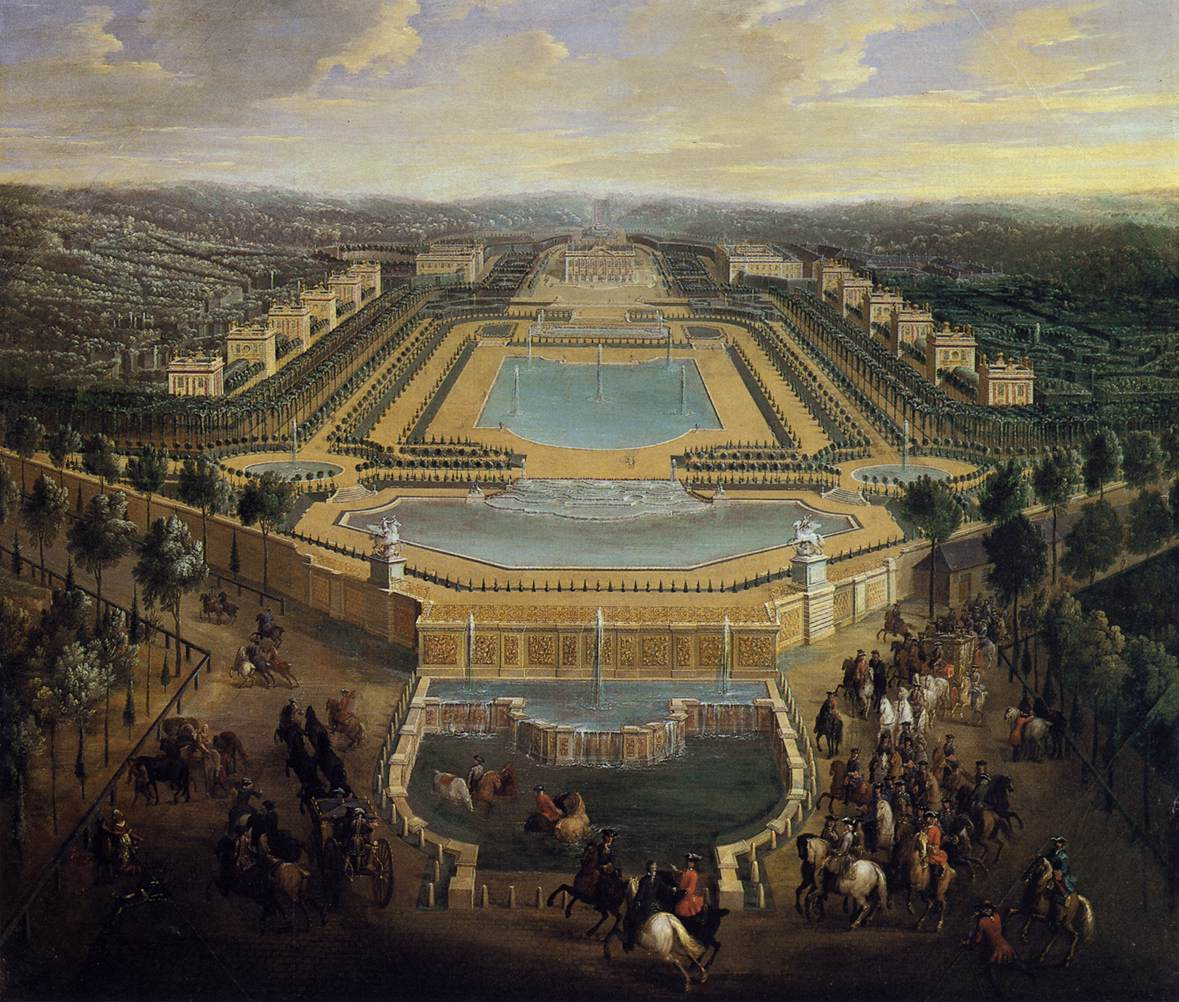
Вид замка Марли. 1725. Холст, масло. Версаль
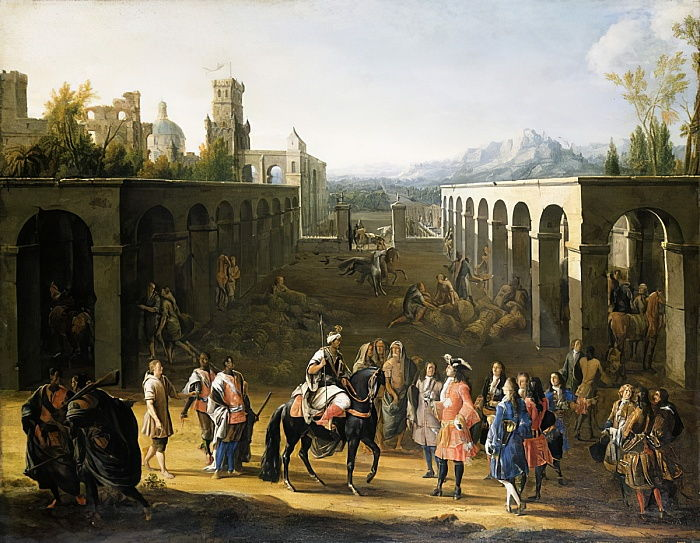
Приём Исмаилом ибн Шарифом Франсуа Пиду де Сен-Олон, посла Франции Людовика XIV. 1693
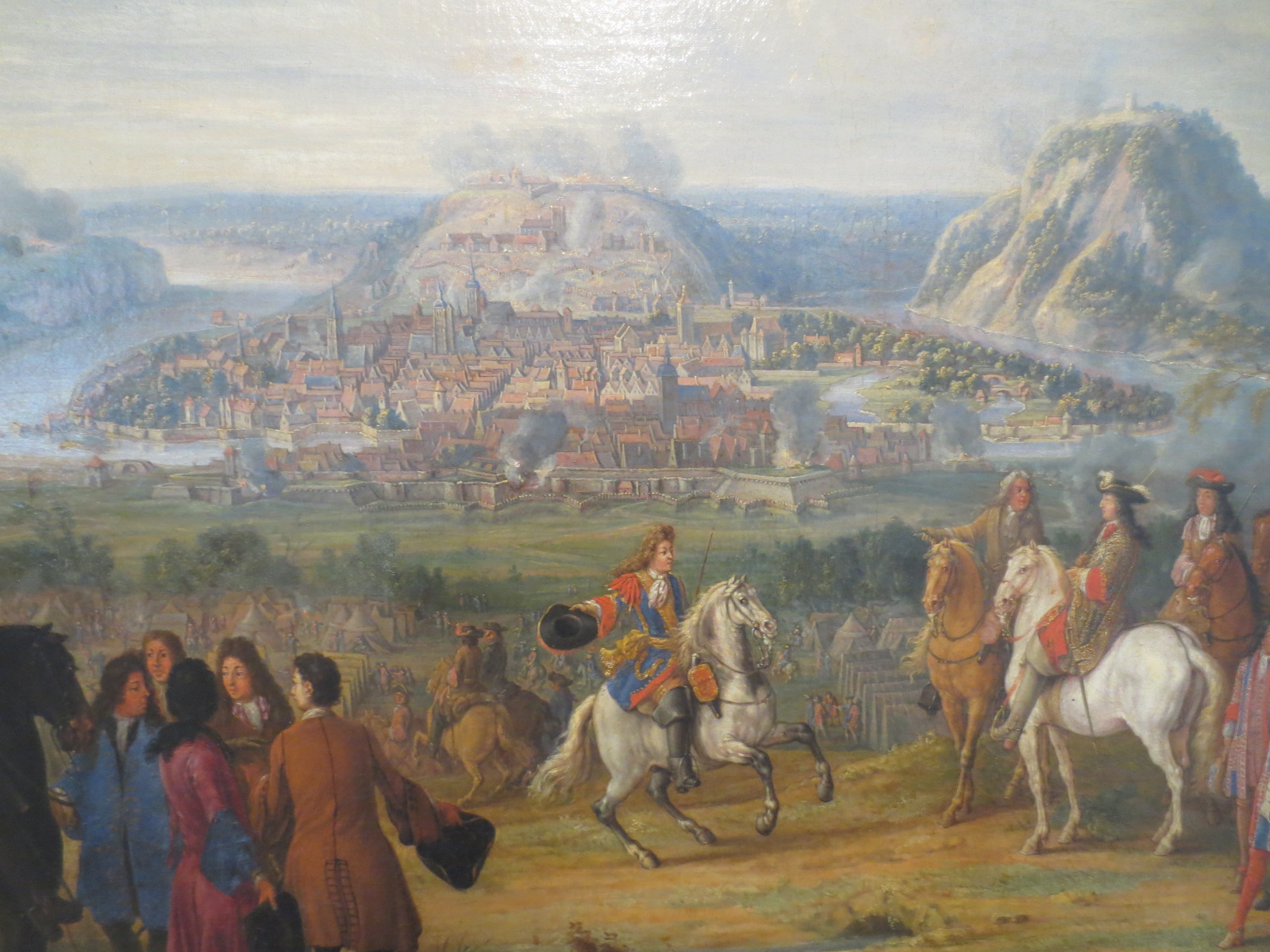
Осада Безансона в мае 1674 года. Деталь
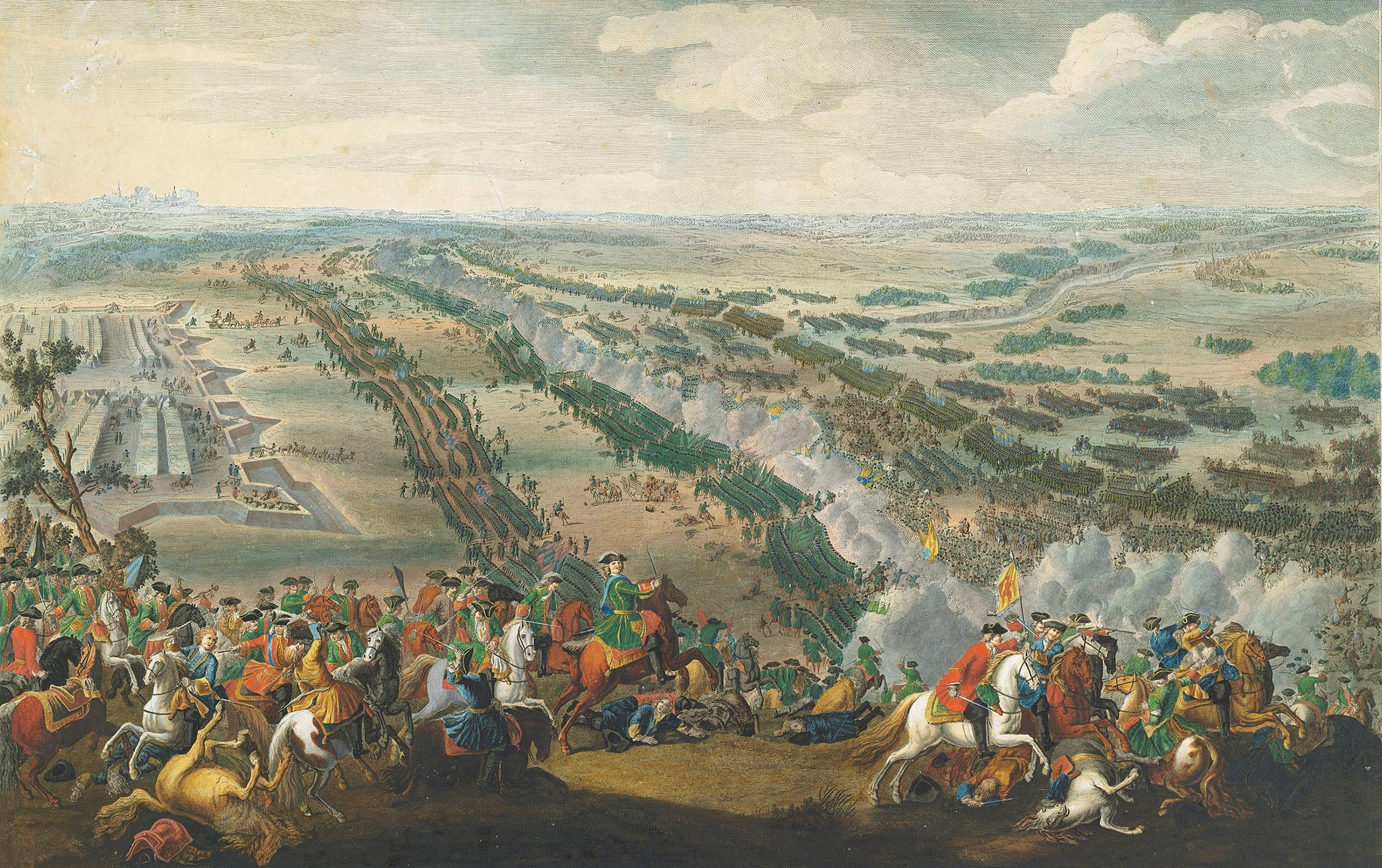
Полтавская битва. 1726. Холст, масло. Картинный зал, Екатерининский дворец, Царское Село
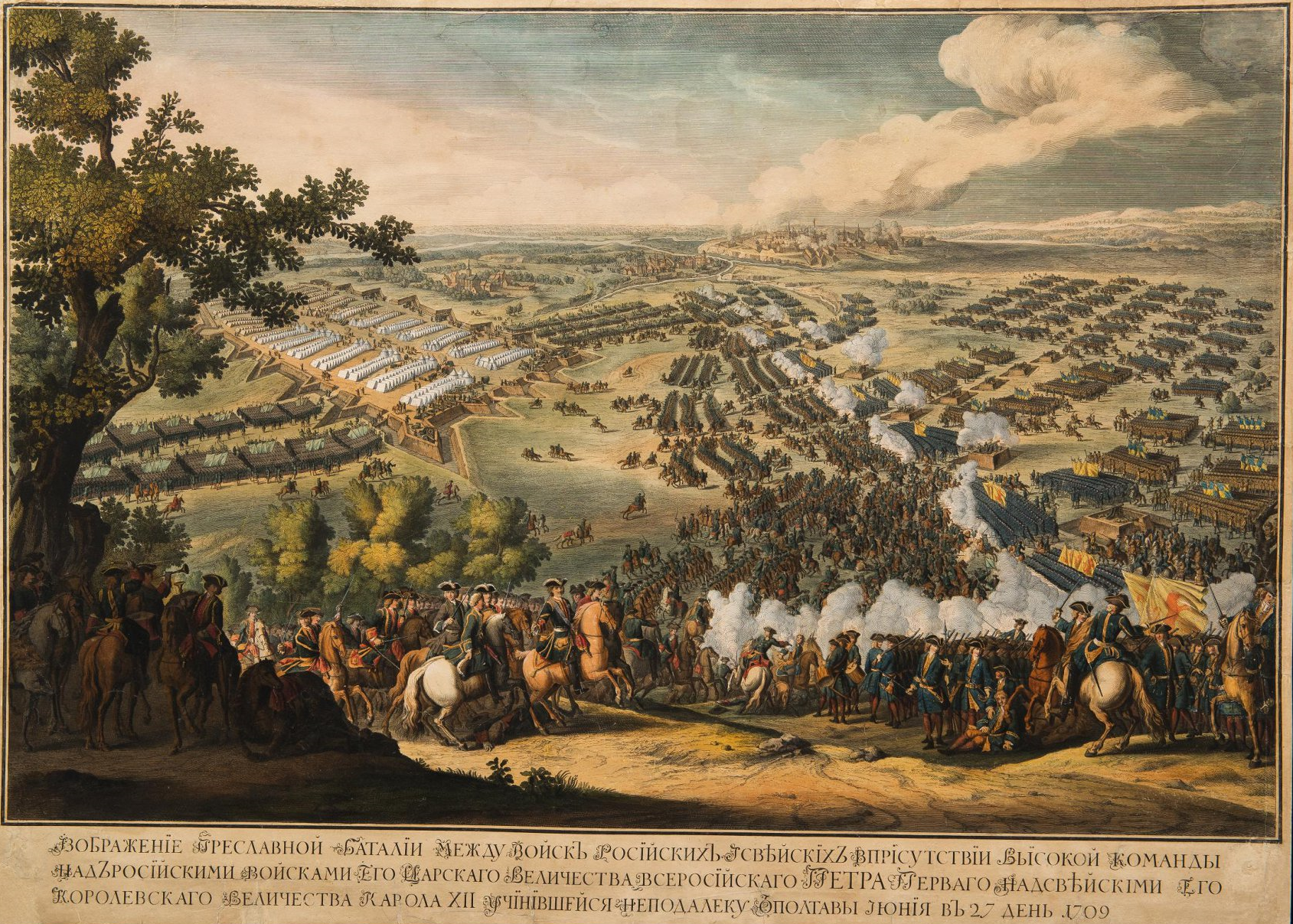
Полтавская битва. 1726. Гравюра резцом Никола де Лармессена по оригиналу П.-Д. Мартена. Раскраска акварелью